# Juan Enrique Rosales
Juan Enrique Rosales Fuentes († 1825 in Chile) war Mitglied der ersten Regierungsjunta, die Chile von September 1810 bis Juli 1811 regierte.
Er war verheiratet mit Maria del Rosario Larraín Salas. Über diese Verbindung galt er als Mitglied der einflussreichen Larraín-Familie.

## Mitglied der Regierungsjunta
Mit dem Einmarsch Napoleons in Spanien, der Inhaftierung König Ferdinands und der Bildung der Junta Suprema Central entstand auch in Chile der Drang, eine Junta einzurichten. Am 18. September 1810 berief der Gouverneur von Chile, Mateo de Toro Zambrano y Ureta, eine Versammlung ein, um über die Regierung des Landes zu beraten.
Auf der Versammlung, die den Beginn der Unabhängigkeit Chiles markiert, wurde eine Regierungsjunta gewählt, deren Vorsitz Toro Zambrano übernahm. Unter den Honoratioren, die dem Gremium angehörten (so als Vizepräsident der Bischof von Santiago, José Martínez de Aldunate), war auch Rosales.
Beim Putsch, den José Miguel Carrera im Herbst 1811 unternahm, sollte nicht nur der Kongress in eine stärker unabhängigkeitsorientierte Richtung gebracht werden, seinem Tagebuch vertraute Carrera an, dass auch die Schwächung der Larraín-Familie ein wesentliches Motiv für den Staatsstreich war.

## Verbannung und Tod
Als die Spanier nach der Schlacht von Rancagua im Herbst 1814 die koloniale Verwaltung wiederaufbauten, wurde Rosales – wie viele andere Vertreter der Unabhängigkeitsbewegung – auf die Juan-Fernández-Inseln verbannt. Nach dem endgültigen Sieg der Unabhängigkeitsbewegung in der Folge der Schlacht von Chacabuco im Februar 1817 erfolgte, durften die Verbannten nach Chile zurückkehren. Acht Jahre später starb Rosales.